# Morbio Inferiore
Morbio Inferiore is een gemeente en plaats in het Zwitserse kanton Ticino, en maakt deel uit van het district Mendrisio.
Morbio Inferiore telt 4284 inwoners.